# 喜德鄧公館
喜德鄧公館位於四川省凉山彝族自治州喜德縣中心街64號，文物年代判定為1930年。2012年7月16日公佈為四川省文物保護單位。
喜德鄧公館位建於1930年，為民國時期鄧秀廷家眷居所。建築為一樓一底四合一式仿明清建築，總平面呈正方形，穿鬥式木結構，小青瓦硬山頂，兩層，現保存大門、門廳和十九間房間，建築總面積1664平方米。院子的兩邊為東西廂房，在正房和廂房之間樓上有回廊，院內正中天井為人造山水觀賞池。
1980年代中期由省外事辦和省台辦撥專款重新維修，2007年縣政府撥專款進行保護維修。2000年，喜德鄧公館被喜德縣人民政府公佈為縣級文物保護單位；2007年，喜德鄧公館被涼山彝族自治州人民政府公佈為州級文物保護單位。。